# Titularerzbistum Soteropolis
Soteropolis (ital.: Soteropoli) ist ein Titularerzbistum der römisch-katholischen Kirche.
Es geht zurück auf einen früheren Bischofssitz Borçka in der römischen Provinz Asia bzw. in der Spätantike Phrygia und Phrygia salutaris.
| Titularerzbischöfe von Soteropolis |                                                      |                                                         |                   |                  |
| Nr.                                | Name                                                 | Amt                                                     | von               | bis              |
| 1                                  | Marie-Augustin-Olivier de Durfort de Civbac de Lorge | emeritierter Bischof von Poitiers (Frankreich)          | 22. Dezember 1932 | 27. Februar 1935 |
| 2                                  | João Francisco Braga                                 | emeritierter Erzbischof von Curitiba (Brasilien)        | 22. Juni 1935     | 13. Oktober 1937 |
| 3                                  | Gusztáv Károly Majláth                               | emeritierter Bischof von Alba Iulia (Rumänien)          | 1938              | 18. März 1940    |
| 4                                  | Claudio María Volio y Jímenez                        | emeritierter Bischof von Santa Rosa de Copán (Honduras) | 18. April 1940    | 19. Januar 1945  |
| 5                                  | Anselmo Filippo Pecci OSB                            | emeritierter Erzbischof von Acerenza-Matera (Italien)   | 10. April 1945    | 14. Februar 1950 |
| 6                                  | Raffaele Calabria                                    | Koadjutorerzbischof von Otranto (Italien)               | 6. Mai 1950       | 10. Juli 1952    |
| 7                                  | Ettore Cunial                                        | Weihbischof in Rom Kurienerzbischof                     | 11. April 1953    | 6. Oktober 2005  |